# Bessude
Bessude är en ort och kommun i provinsen Sassari i regionen Sardinien i Italien. Kommunen hade 410 invånare (2017).